# Phlegetonia catephioides
Eutelia catephioides là một loài bướm đêm trong họ Noctuidae.